# Кекучу
Кекучу (рум. Căcuciu) — село у повіті Муреш в Румунії. Входить до складу комуни Бейка-де-Жос.
Село розташоване на відстані 272 км на північ від Бухареста, 29 км на північний схід від Тиргу-Муреша, 95 км на схід від Клуж-Напоки, 132 км на північний захід від Брашова.

## Населення
За даними перепису населення 2002 року у селі проживали 190 осіб. Рідною мовою 189 осіб (99,5%) назвали румунську.
Національний склад населення села:
| Національність | Кількість осіб | Відсоток |
| -------------- | -------------- | -------- |
| румуни         | 173            | 91,1%    |
| цигани         | 16             | 8,4%     |